# Provincia di Huamalíes
La provincia di Huamalíes è una provincia del Perù, situata nella regione di Huánuco.

## Geografia antropica

### Suddivisioni amministrative
È divisa in 11 distretti:
- Arancay (Arancay)
- Chavín de Pariarca (Chavín de Pariarca)
- Jacas Grande (Jacas Grande)
- Jircan (Jircan)
- Llata (Llata)
- Miraflores (Miraflores)
- Monzón (Monzón)
- Punchao (Punchao)
- Puños (Puños)
- Singa (Singa)
- Tantamayo (Tantamayo)